# Драган Тодорович (политик)
Драган Тодорович (на сръбски: Драган Тодоровић) е сръбски политик, народен представител издигнат от Сръбската радикална партия в сръбската скупщина. От 2008 година е заместник-председател на Сръбска радикална партия.

## Биография
Роден е на 25 януари 1953 г.в Горни Милановац, СФРЮ. Средното си образование завършва в СОУ „Петър Драпшин“, Белград. Следва висшето си образование във Факултета по организационни науки на Белградския университет. През 1980-те години основава първата частна фирма за транспорт в Белград.
В политиката се включва през 1990 г. към ръководеното от Воислав Шешел движение. Година по-късно става член на създадената Сръбска радикална партия. От 2008 г. е заместник-председател на партията, след оттеглянето на Томислав Никулич.